# Ferde Grofé
Ferde (Ferdie) Grofé, Ferdinand Rudolf von Grofe (New York, 1892. március 27. – Santa Monica, Kalifornia, 1972. április 3.) amerikai zeneszerző, zongorista.

## Élete, munkássága
Grofé francia hugenotta származású családba született New Yorkban.  Apja, Emil von Grofé bariton énekes volt, aki elsősorban operettekben lépett fel, anyja, Elsa Johanna Bierlich von Grofé gordonkaművész és zenetanár volt. Elsa apja, Bernardt Bierlich a New York-i Metropolitan Opera zenekarában csellózott, Elsa öccse, Julius Bierlich pedig hegedűművész, a Los Angeles-i Szimfonikus Zenekar koncertmestere volt. A fiú anyjától tanult hegedülni és zongorázni.
Az apa korai halála (1899) után anyja Európába vitte tanulni: Lipcsében tanult zongorát, brácsát és zeneszerzést. Kedves hangszere, a zongora mellett több más hangszert is elsajátított: hegedűn, mélyhegedűn és különböző kürtökön játszott magas szinten. Ez a kiterjedt hangszertudás tette lehetővé, hogy előbb más szerzők műveit, majd a sajátjait kiválóan tudja meghangszerelni. Tizennégy éves korában tért vissza Amerikába, ahol meglehetősen változatos formában igyekezett pénzt keresni: volt tejes ember, jegyszedő, teherautó sofőr, újságos fiú, liftkezelő, könyvkötő és vasmunkás, végül bárzongorista lett. Közben folytatta zongora- és hegedűtanulmányait. Tizennégy évesen írta első kompozícióját, a Four Rags című, zongorára írt négy darabját. Tizenöt évesen tagja lett egy tánczenekarnak, altkürtösként pedig egy rézfúvós zenekarnak. Tizenhét éves korában kapta első megbízását zenemű írására (The Grand Reunion March, Los Angeles-i Elks Club Convention).
Az 1920-as évek elejétől Paul Whiteman híres bigbandjében volt zongorista, és 1932-ig a zenekar megbecsült hangszerelőjeként is működött: több száz népszerű dalt formált Whiteman zenekarának stílusára. Ebben az időszakban használta a Ferdie Grofé nevet.
Grofé leghíresebb közreműködése George Gershwin Rhapsody in Blue című művének hangszerelése volt, amellyel megalapozta elismertségét – nem csak – a jazz-zenészek között. Gershwin először kétzongorás változatban írta meg művét, ezt a változatot hangszerelte át 1924-ben Whiteman zenekarának 23 tagja számára (később szimfonikus zenekarra is meghangszerelte). A két zenész között némi feszültség keletkezett, amikor Grofé – állítólag – szerzőként tüntette fel magát, és Gershwin 1928-ban levelet is írt az ügyben az ASCAP-nek, a zeneszerzők, írók és kiadók egyesületének. A dolog félreértés volt, viszonyuk rendeződött, és Gershwin temetésén, 1937-ben, Grofé a koporsó mellett sorfalat állók tagja volt.
1932-ben a New York Times Grofét a „jazz miniszterelnökének” nevezte, kis utalással arra, hogy Whitemant széles körben a „jazz királya”-ként emlegették, különösen 1930-as filmje után. Ugyanakkor nem mindenki értékelte Grofé tevékenységét. Whiteman egyik New York-i koncertje után egy kritikus azt írta, hogy a zenekar ugyan örömöt szerzett zenéjével, de Grofé hangszerelése erősen eltúlzott volt. Egy másik kritikus Grofé ténykedését szimplán üzletiesnek nevezte.
Zenekari tagsága és a hangszerelési feladatok mellett 1925-ben megírta első saját komolyzenei alkotását, a Mississippi-szvitet, amiből – rövidített formában – Whiteman 1927-ben hangfelvételt készített. 1931-ben írta legismertebb, ma is gyakran játszott darabját,  a Grand Canyon-szvitet, amelyet 1945-ben Arturo Toscanini is elvezényelt a Carnegie Hallban, a zeneszerző jelenlétében. Számos más darabot is komponált, az 1939-es New York-i világkiállításra komponált Trylon and Perisphere 1939. október 13-i bemutatóján Ferde Grofé-napot tartottak az amerikai pavilonban. Másik két nevezetes darabja a Niagara vízesés és a Hudson folyó című szvit. Előbbit maga Grofé vezényelte a Niagara-erőmű első lépcsőjének ünnepélyes átadásán, 1961-ben. Zongoraversenyét Jesús Maria Sanromá játszotta lemezre, a szerző vezénylésével. Több filmhez is írt zenét: Early to Bed (1928), Minstrel Man (1944), Time Out of Mind (1947), Rocketship X-M (1950), The Return of Jesse James (1950). Művei közül sokat hanglemezen, később digitalizálva CD-n is kiadták.
Bár fél életét New Yorkban élte, 1945-ben Los Angelesbe költözött, és a Los Angeles-i Szimfonikus Zenekar tagja lett, mélyhegedűn játszott az együttesben.

## Magánélete
Grofé 1916-ban nősült meg, első felesége Mildred Grizzelle énekesnő volt, akitől 1928-ban elvált. Másodszor 1929-ben házasodott meg, de Ruth nevű feleségétől is elvált 1951-ben. Harmadik feleségét, Anna May Lamptont 1952. január 13-án vette el. Négy gyermeke volt: Ferdinand Rudolf Jr., Anne, Robert és Delight.
Ferde Grofé a kaliforniai Santa Monicában halt meg 1972. április 3-án. Az inglewoodi Park temetőben, a Golden West Mauzóleumban nyugszik.

## Műveiből
- Four Rags zongorára (1906, Grofé első kompozíciója, 14 éves korában írta)
  - I. Harlem
  - II. Rattlesnake
  - III. Persimmon
  - IV. Hobble
- Souvenir, szóló csellóra (1907, Grofé a nagyapjának írta)
- Evening Shadows, zongorára (1907–08)
- The Grand Reunion March (1909, Grofé első felkérésre (Elks Club Convention, Los Angeles) írt műve)
- Wonderful One, női hangra, zongorára (1920)
- Mississippi szvit (1925)
- Free Air (1928)
- Grand Canyon szvit (1931)
- A Day at the Farm, zenekarra (1934–1935)
- Ode to Freedom, zenekarra (1937)
- Trylon and Perisphere (1939, később átnevezve Black Goldra, az 1939-es New York-i világkiállításra készült)
- Valsanne, szaxofonra és zongorára
- Uncle Sam Stands Up, hazafias kantáta (Ben Hecht szövegére, baritonra, kórusra és zenekarra)
- Deep Nocturne, zenekarra (1947)
- Death Valley szvit (1949)
- Hudson River szvit (1955)
- Valley of the Sun szvit (1957)
- Concerto for Piano and Orchestra in D (1959)
- Yellowstone szvit (1960)
- San Francisco szvit (1960)
- Niagara Falls szvit (1960–61)
- World's Fair szvit (1964)
- Lonely Castle, fuvolára (1968)
- Christine, csellóra és zongorára (1969)

## Fordítás
- Ez a szócikk részben vagy egészben  a   Ferde Grofé című angol Wikipédia-szócikk ezen változatának fordításán alapul.  Az eredeti cikk szerkesztőit annak laptörténete sorolja fel. Ez a jelzés csupán a megfogalmazás eredetét és a szerzői jogokat jelzi, nem szolgál a cikkben szereplő információk forrásmegjelöléseként.